# Ines Bohn
Ines Bohn es una deportista alemana que compitió en vela en la clase 470.
Ganó dos medallas de oro en el Campeonato Mundial de 470, en los años 1993 y 1949, y una medalla de plata en el Campeonato Europeo de 470 de 1995.

## Palmarés internacional
| \| Campeonato Mundial \| Campeonato Mundial \| Campeonato Mundial \| Campeonato Mundial \| \| Año \| Lugar \| Medalla \| Clase \| \| ------------------ \| ----------------------- \| ------------------ \| ------------------ \| \| 1993 \| Crozon-Morgat (Francia) \| Medalla de oro \| 470 \| \| 1994 \| Helsinki (Finlandia) \| Medalla de oro \| 470 \| \| Campeonato Europeo \| \| \| \| \| Año \| Lugar \| Medalla \| Clase \| \| 1995 \| Båstad (Suecia) \| Medalla de plata \| 470 \| |                         |                  |       |
| Campeonato Mundial |                         |                  |       |
| Año | Lugar                   | Medalla          | Clase |
| 1993 | Crozon-Morgat (Francia) | Medalla de oro   | 470   |
| 1994 | Helsinki (Finlandia)    | Medalla de oro   | 470   |
| Campeonato Europeo |                         |                  |       |
| Año | Lugar                   | Medalla          | Clase |
| 1995 | Båstad (Suecia)         | Medalla de plata | 470   |